# 石笋乡
石笋乡，是中华人民共和国四川省德阳市中江县曾经下辖的一个乡。2019年12月，撤销石笋乡，将其所属行政区域划归永兴镇管辖。

## 行政区划
石笋乡撤销前下辖以下地区：
场镇社区、石笋村、石塔村、红槐村、高兴村、拦河村、水池村和七郎村。